# Октябрьский район (Тургайская область)
Октябрьский район (каз. Октябрь ауданы) — единица административного деления Кустанайской и Тургайской областей Казахской ССР (с 1991 — Республики Казахстан), существовавшая в 1955—1997 годах. Центр — село Октябрьское.

## История
Октябрьский район был образован 22 октября 1955 года в составе Кустанайской области. 2 января 1963 года получил статус сельского района. В январе 1965 года преобразован из сельского района в обычный район.
23 ноября 1970 года был передан в новую Тургайскую область.
2 июня 1988 года в связи с ликвидацией Тургайской области Октябрьский район был передан в Кустанайскую область, но 17 августа 1990 года Тургайская область была восстановлена и Октябрьский район был возвращён в её состав.
В 1997 году Тургайская область вновь была упразднена, одновременно с ней был упразднён и Октябрьский район, при этом его территория была передана в Карасуский район.

## Население
| 1959   | 1970   | 1979   | 1989   |
| ------ | ------ | ------ | ------ |
| 16 073 | 20 643 | 23 579 | 22 852 |